# Magisch realisme
De term magisch realisme, ook wel fantastisch realisme, wordt zowel in de schilderkunst als de literatuur gebruikt. Het is een richting in de kunst waarin een poging wordt gedaan de werkelijkheid te verbinden met een andere of hogere werkelijkheid, waardoor hallucinerende beelden of droomeffecten ontstaan. Hierdoor is het magisch realisme verwant aan het surrealisme dat ook vervreemdende effecten beoogt door min of meer realistische voorstellingen in ongewone verbanden en omgevingen te plaatsen.

## Schilderkunst
Enkele Nederlandse schilders die vanaf de jaren 20 en 30 actief waren, grepen - te midden van een kunstwereld waarin steeds abstracter en expressiever geschilderd werd (zie ook expressionisme) - terug op het realisme. In 1925 gaf de Duitse criticus Franz Roh voor het eerst een naam aan deze stroming in de schilderkunst, met name in Nach-Expressionismus - Magischer Realismus: Probleme der neuesten europäischen Malerei (Leipzig, 1925) . Aldus gezien viel deze benaming al gauw samen met de nieuwe zakelijkheid (Neue Sachlichkeit), waarmee Gustav Hartlaub in 1924 het beklemmende werk van George Grosz en Otto Dix had benoemd.
Het magisch realisme zoekt zijn inspiratie buiten de al te dagelijkse realiteit en binnen droom- en waanbeelden, vandaar ook de evenwaardige benaming fantastisch realisme. Engelsen hebben het hierbij vaak over Precise Realism en Sharp-Focus Realism. Dergelijke werken laten zich kennen door een nauwgezette, bijna fotografische weergave van realistisch lijkende taferelen, die een geheimzinnige en magisch aandoende sfeer uitstralen. Dubbelzinnige perspectieven en een ongebruikelijke manier om de dingen naast elkaar weer te geven, versterken nog die magische suggestie. Technische en louter ambachtelijke vaardigheden zijn aan deze stijl inherent. De combinatie van wel en niet bestaande elementen, het spel van licht en kleur en de technisch perfecte afwerking maken geheimzinnige, soms dreigende schilderijen die hun weergave van de werkelijkheid een vervreemdend karakter meegeven. Dit maakt de stroming ook verwant met het surrealisme.
De magisch realistische voorstellingen zijn dikwijls wel mogelijk, maar niet waarschijnlijk. Vaak verwijzen hun onderwerpen naar dood, dreiging en verval.
Vanaf 1915 ontpopte de Italiaanse schilder Giorgio de Chirico met zijn Pittura Metafisica zich als de wegbereider tot het magisch realisme.
In 1920 keerde de Duitse kunstenaar Max Ernst het dadaïsme van Keulen de rug toe en vestigde zich in Parijs, op uitnodiging van André Breton. In 1921 creëerde hij er l'Elephant Célébes en werd hij meteen de internationale promotor van het surrealisme.
- In Nederland treden vooral Maurits Cornelis Escher, Carel Willink (die zijn werk liever imaginair realisme noemde) op de voorgrond. Daarnaast Corstiaan de Vries, Pyke Koch, Wim Schuhmacher, Raoul Hynckes, Alfred Hafkenscheid, Johan Ponsioen, Dick Ket en als voorloper Jan Mankes. Verwante stromingen in Nederland zijn de zogenaamde 'Meta-realisten' met schilders als Johfra, Diana Vandenberg, Victor Linford, Frans Erkelens en Ellen Lorién en het 'fantastisch realisme' met een schilder als Joep Hommerson.
- In België staat Albert Bockstael aan de wieg van het magisch realisme en verkrijgen naast Octave Landuyt, Jef Van Tuerenhout en Aubin Pasque de grootmeesters Paul Delvaux en René Magritte internationale bekendheid.
- Felix Labisse, Robert Tatin, Alain Giron, Max Bucaille, André Béguin en Gérard Eppelé zijn Franse naamdragers.
- De Oostenrijkse Ernst Fuchs, de Italiaanse Leonor Fini en de Spaanse Salvador Dalí genieten internationale bekendheid.

- In Duitsland schilderden Matthias Brandes, Heinrich Maria Davringhausen, Rolf Escher, Walter Gramatté, Carl Grossberg, Konrad Klapheck, Franz Radziwill, Georg Schrimpf, Walter Schulz-Matan, Walter Spies, Günther Thiersch, Werner Tübke, Paul Wans, Herbert Wetterauer en Christian Schad (1894-1982) in magisch-realistische stijl.[1]
- Tot de Amerikaanse magisch realisten behoren: Peter Blume, Paul Cadmus en Brian Connelly.[2]
- Eenentwintigste-eeuwse magisch realisten zijn onder meer Patricia van Lubeck, Peter van Oostzanen en Uko Post.

## De stripwereld
In verschillende strips wordt ook gebruikgemaakt van het magisch realisme. In zijn twaalfdelige serie Watchmen plaatst schrijver Alan Moore bijvoorbeeld zijn bovennatuurlijke personage in het Amerika dat nog kampt met de gevolgen van de Vietnamoorlog en de Koude Oorlog. Bij Thomas Noland vervaagt de grens van ruimte en tijd en verschijnen ineens fantastische personages met bovenmenselijke krachten.

## Afbeeldingen

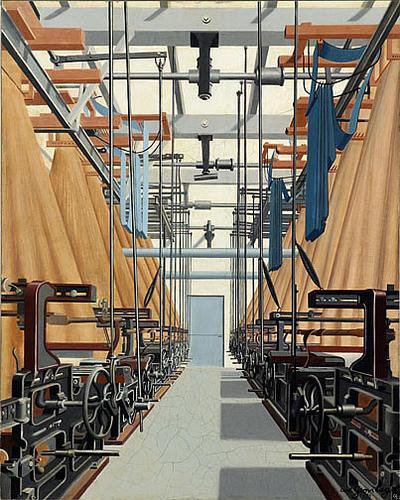
Carl Grossberg Jacquard-weverij, 1934
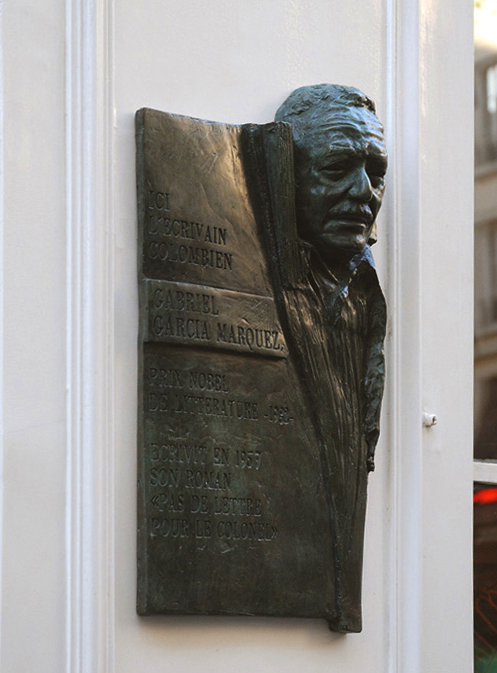
Plaque van Gabriel García Márquez, Parijs
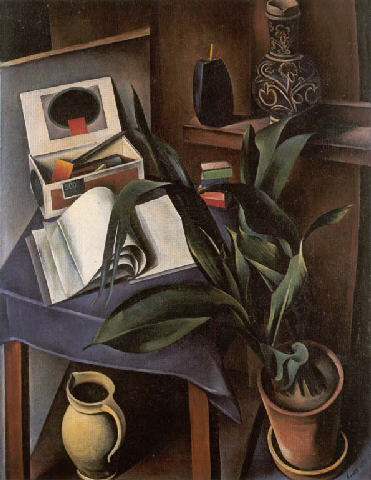
Alexander Kanoldt: Stilleven II, 1922